# Луцій Кальпурній Бестія
Луцій Кальпурній Бестія (154 — після 109 р. до н. е.) — політичний, державний та військовий діяч Римської республіки, консул 111 року до н. е.

## Життєпис
Походив із впливового плебейського роду Кальпурніїв.
У 121 році до н. е. його було обрано народним трибуном. На цій посаді домігся відновлення у правах Публія Попілія, якого Гай Гракх вигнав з Риму. У 121—118 роках був членом комісії тріумвірів з розподілу землі. У 114 році до н. е. став претором.
У 111 році до н. е. його було обрано консулом разом з Публієм Корнелієм Сципіоном Назікою Серапіоном. Луцію Кальпурнію була доручена війна з Югуртою, царем Нумідії. Спочатку Луцій вів енергійні бойові дії проти нумідійців, втім після підкупу з боку Югурти уклав з ним мир на дуже вигідних для Нумідії умовах. Після цього Бестія повернувся до Риму. Втім дії римського консула викликали збурення серед народу, сенат не затвердив укладений мирний договір.
У 109 році до н. е. Луцій Кальпурній Бестія був притягнутий до суду Гаєм Меммієм за державну зраду й засуджений на вигнання. З того часу про подальшу долю його згадок немає.

## Діти
- Луцій Кальпурній Бестія
- Кальпурнія, дружина Публія Антистія, еділа 86 року до н. е.